# 粟ヶ岳 (静岡県)
粟ヶ岳（あわがたけ/あわんたけ、別名:無間山）は、静岡県掛川市と島田市に跨る標高532mの赤石山脈南端を占める山である。山頂は掛川市東山に属し、島田市との市境までは約200mほど。

## 特徴
山頂には阿波々神社があり遠州七不思議の1つ無間の鐘の伝承がある。
山頂近くの南東斜面にはヒノキが『茶』の文字に植林されており、島田方面や牧之原台地上から見ることができる。当初（昭和7年）は松が植えられたが、マツクイムシによる枯損から、昭和58年にヒノキに植え替えられた。
過去の山の姿は、江戸時代の安藤広重「東海道風景図会」の一枚に描かれているほか、昭和時代初期の東海道から見た風景絵葉書にも残る。これらの時代には山頂付近にしか樹木は存在せず、山の大部分は草地となっていた。
山頂付近には粟ヶ岳固定局と呼ばれる無線施設群があり、静岡県内のテレビ・ラジオ放送局の送信所、また東西の中継局となっている。直下には新東名高速道路最長の粟ヶ岳トンネルが貫く。山体は一級水系菊川と二級水系太田川水系逆川の水源地にあたる。麓の掛川市東山や島田市志戸呂（牧之原台地の北端）には茶畑が広がっている。

## 観光
桜の名所である。展望台からは南アルプス、富士山、伊豆半島、駿河湾、牧之原台地、小笠山、遠州灘を一望できる。ハイキングコースがあり、路線バスを利用して東山地区を徒歩で散策する観光客も多い。また、バイクツーリングで訪れる人々も目立つ。

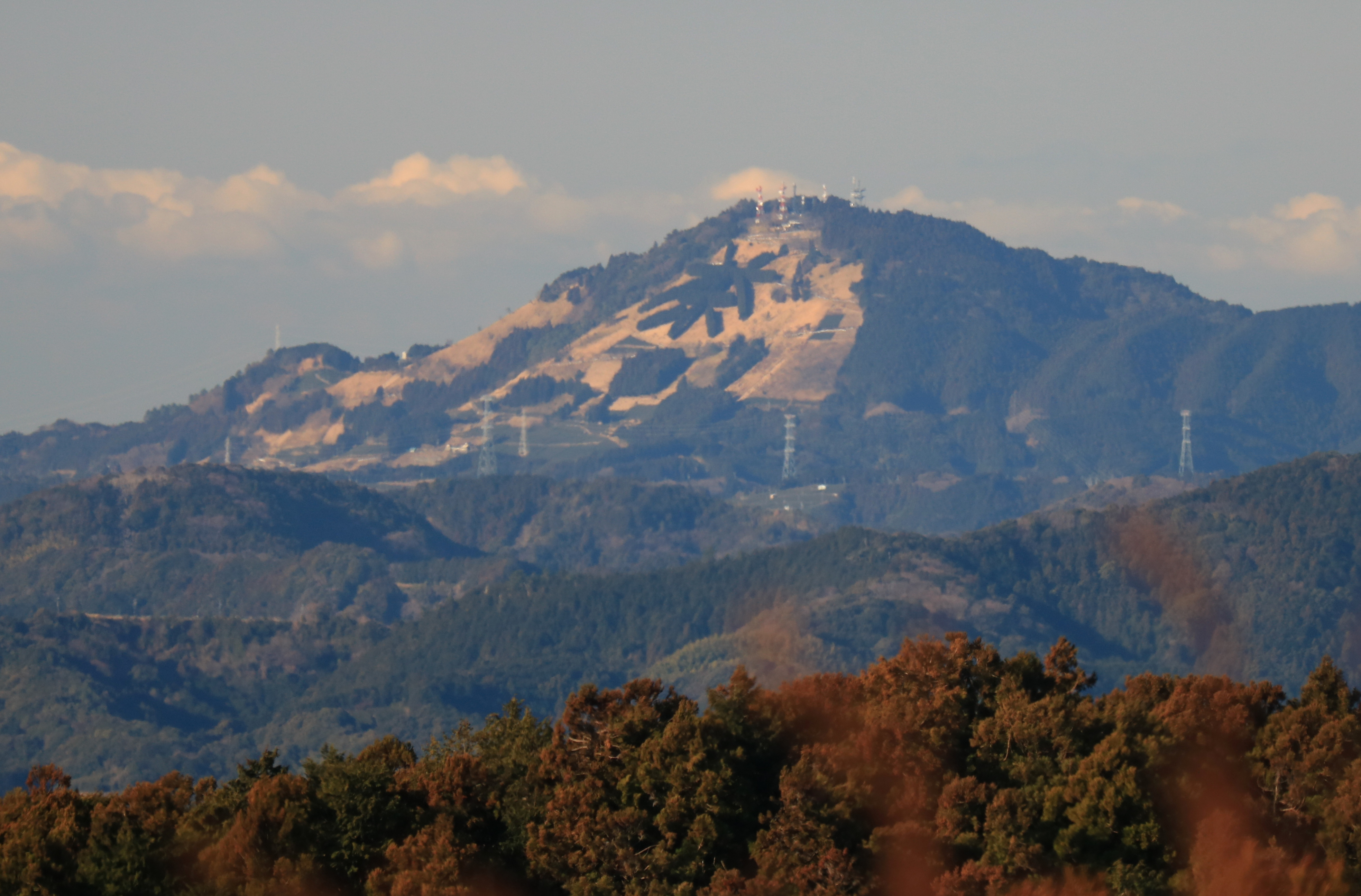
東から望む
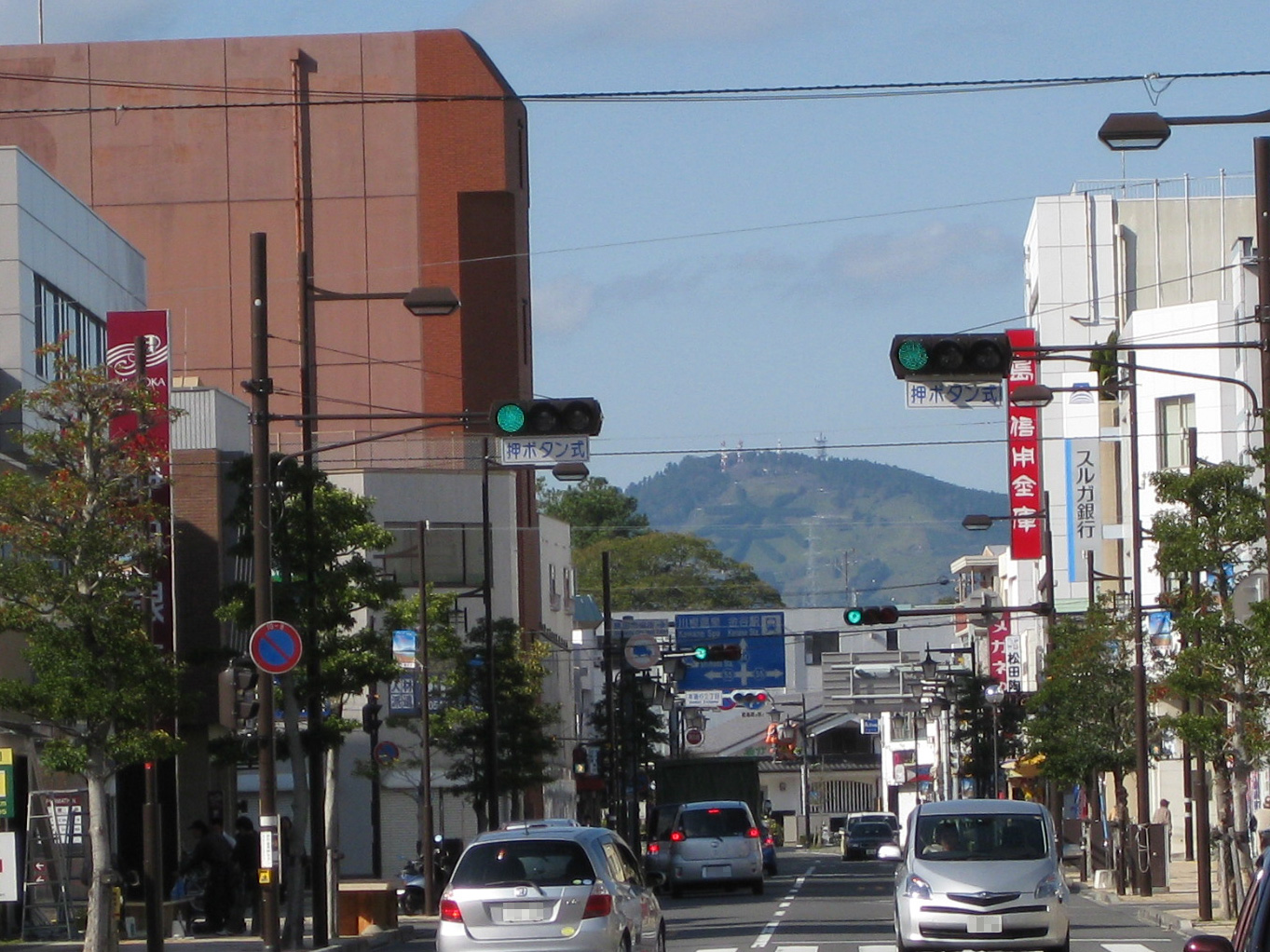
島田市街から望む
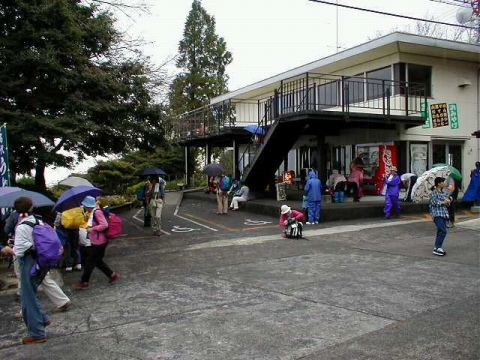
粟ヶ岳山頂休憩所
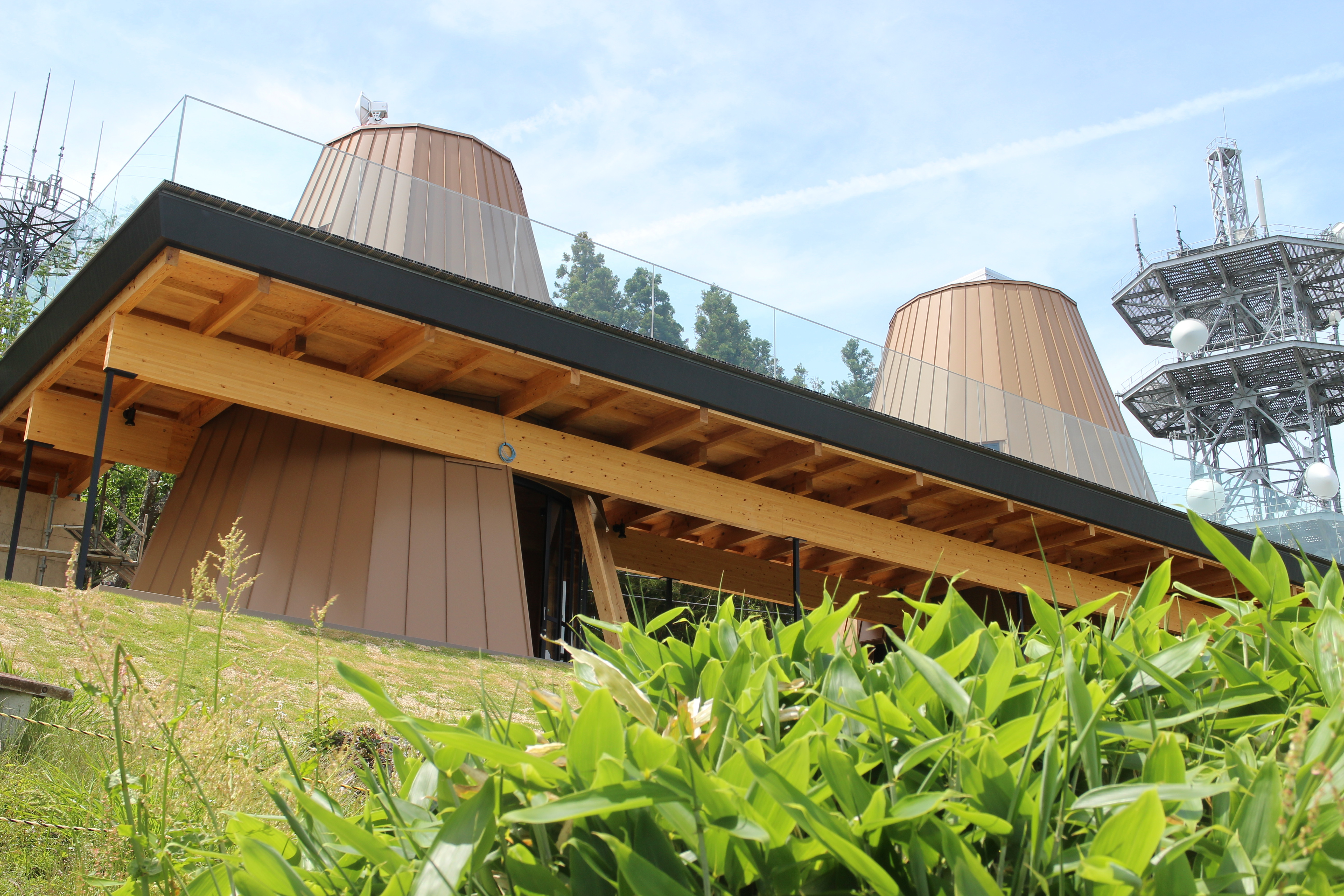
粟ヶ岳世界農業遺産茶草場テラス
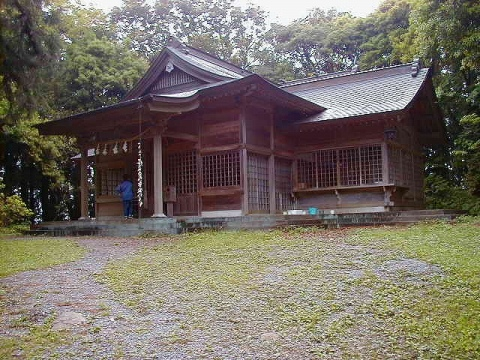
山頂にある阿波々神社
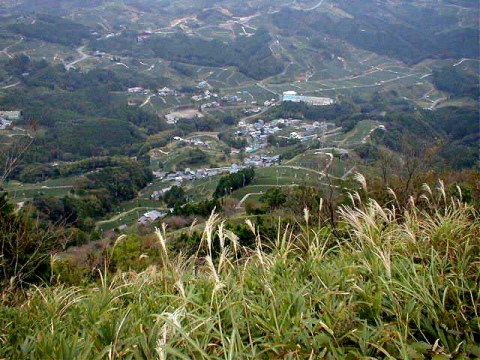
粟ヶ岳から麓の東山集落
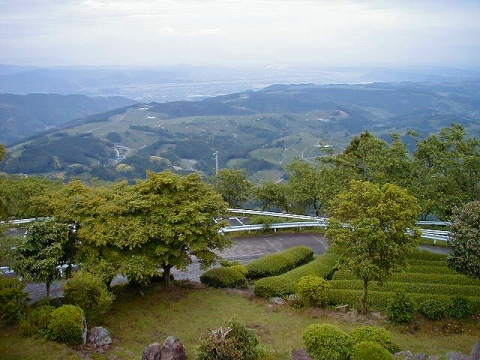
山頂から大井川方面を望む

## アクセス
- 自動車の場合は、東名高速道路は掛川ICまたは相良牧之原IC、新東名高速道路は島田金谷ICまたは森掛川ICが最寄のインターチェンジとなる。国道1号の日坂交差点から約30分。途中、非常に狭小な道が続く。
- 路線バスの場合は、掛川駅で掛川バスサービスの東山線（日坂・粟ヶ岳方面）に乗車する。